# Piz Scalino
Pizzo Scalino – szczyt w Masywie Berniny w Alpach Retyckich. Leży w północnych Włoszech w prowincji Sondrio w Lombardii.
Pierwszego wejścia, 22 czerwca 1866, dokonali dwaj brytyjscy wspinacze F. Tuckett i F. Brown.